# Hermbstaedtia argenteiformis
Hermbstaedtia argenteiformis är en amarantväxtart som beskrevs av Schinz. Hermbstaedtia argenteiformis ingår i släktet Hermbstaedtia och familjen amarantväxter. Inga underarter finns listade i Catalogue of Life.